# Mengkonkia
Mengkonkia (Mengakonia, Mengakonkia), jedno od plemena ili bandi Miami Indijanaca 1682. nastanjeni s Piankashawima i drugim plemenima u središnjem Illinoisu. Kasnije ih (1736) nalazimo u gornjem Maumee selu, ali do svršetka 18. stoljeća Mengkonkia i Kilatika će nestati iz povijesti. 
Njihovo ime javljalo se i u oblicima Mangakekias, Megancockia, Mangakokis i MangaKonKia.